# Rabyně
Rabyně település Csehországban, a Benešovi járásban. Rabyně Slapy, Vysoký Újezd, Čím, Netvořice, Neveklov, Krňany, Buš és Štěchovice településekkel határos. Lakosainak száma 292 fő (2024. január 1.).

## Népesség
A település lakosságának változását az alábbi diagram mutatja:
| Lakosok száma | 563  | 559  | 472  | 288  | 224  | 227  | 270  | 271  | 268  | 292  |
|               | 1869 | 1890 | 1921 | 1950 | 1980 | 2001 | 2017 | 2019 | 2022 | 2024 |